# Дејвид Ханибој Едвардс
Дејвид Ханибој Едвардс (енгл. David Honeyboy Edwards; Мисисипи, 28. јун 1915 — Чикаго, Илиноис, 29. август 2011) је био гитариста и певач, пореклом са југа Сједињених држава, представник такозваног Делта блуза, једног од најранијих стилова блуз музике.

## Биографија
Знање је стицао од првих блузера Чарлија Патона, Биг Џоа Вилијамса и Роберта Џонсона који је био његова инспирација а и лични пријатељ.

## Опус
Едвардсов први снимак је изашао тек 1942. године.